# Gérard Lavallée
Gérard Lavallée, né le 7 mars 1928 à Montréal et mort le 7 août 2018 à Montréal est un conservateur, historien de l'art et professeur canadien.
Il s’est notamment illustré dans le domaine de la muséologie québécoise des débuts de la Révolution Tranquille jusqu’à la fin du XXe siècle.

## Biographie
Il entame en 1941 le cours classique au Collège de Saint-Laurent à Montréal. Il obtient, 8 ans plus tard, un diplôme de baccalauréat ès arts émis par l’Université de Montréal. Attiré par la vie religieuse, Gérard Lavallée fait ses études au Scolasticat Notre-Dame de Sainte-Croix (Université de Montréal), en théologie et exégèse biblique, de 1949 à 1953. Il obtient même une ordination sacerdotale le 21 décembre 1952 dans la chapelle du Collège de Saint-Laurent, le futur site du Musée d’art de Saint-Laurent aujourd'hui nommé Musée des métiers d'art du Québec.
Entre 1954 et 1957, il oriente sa formation dans l’art plastique et l’histoire de l’art à Montréal et à Paris. À Montréal, il fréquente l’École du Meuble et se spécialise dans la céramique, tandis qu’à Paris, l’École du Louvre, le Collège de France et l’Académie Julian lui confèrent des diplômes en histoire de l’art, en esthétique et en dessin et peinture.
Tout au long de sa carrière, Gérard Lavallée participe à des groupes de recherche et des séances d’étude pour des projets réalisés au Québec et en Europe. Il collabore avec l’architecte Jean-Paul Pothier pour la construction des édifices d’un camp de vacances et l’aménagement liturgique d’églises anciennes et nouvelles. Dans les années 1960, il apporte ses idées dans le Groupe de recherche sur la rénovation des lieux de culte et dans l’élaboration du Pavillon chrétien de l’Exposition universelle de 1967.
Entre 1967 et 1971, le montréalais poursuit plusieurs recherches pour le ministère des Affaires culturelles du Québec en Europe, particulièrement en France. Ses travaux de recherches se concentrent sur l’art européen du XVIIe et du XVIIIe siècle et sa relation avec les origines et le développement de l’art en Nouvelle-France. En 1992, une bourse du Conseil des arts du Canada lui permet d’effectuer des recherches en France sur la sculpture religieuse des XVIIe et XVIIIe siècles.
Gérard Lavallée enseigne dans son alma mater de 1953 à 1975. Il se charge du cours des humanités et des arts et sciences religieuses, de même que des arts plastiques et de l’histoire de l’art. De 1953 à 1955, il y est aussi directeur artistique du théâtre. De plus, il a présidé à la création du département des arts du Cégep de Saint-Laurent.
Il poursuit sa carrière professorale à l’Université de Montréal, où il donne le cours d’histoire de l’art sacré dans la faculté de théologie de 1963 à 1965 et des arts anciens du Québec dans le programme d’histoire de l’art de 1970 à 1972.
En 1985, il enseigne à l’Université du Québec à Montréal le cours sur les arts anciens du Québec.
Le Musée national des beaux-arts du Québec possède un fonds documentaire de ses recherches ainsi qu'un fonds d'archives. 

### Muséologie
En 1962, le professeur fonde la Galerie d’art Nova et Vetera du Collège de Saint-Laurent, galerie qui deviendra le Musée d’art de Saint-Laurent. De 1962 à 1987, il est le directeur et le conservateur de ce musée, reconnu et accrédité par le ministère des Affaires culturelles en 1977.
Son expertise en muséologie l’amène, entre autres, à avoir la charge du choix des œuvres présentées dans la nouvelle section consacrée à la sculpture religieuse au Musée du Château Ramezay, à évaluer la collection Jean-Marie Gauvreau déposée au Musée des arts décoratifs de Montréal et à analyser les procédures et méthodes de gestion de la collection du Musée de la civilisation de Québec. À partir de 1992, il collabore avec Claude Payer, restaurateur en sculpture et chef d’atelier au Centre de conservation du Québec à Québec, à des recherches et des études.
De la fin des années 1970 à 1984, l’historien de l’art s’implique dans la Société des musées du Québec. De 1978 à 1979, il est directeur de la revue Musées, puis il occupe les postes de trésorier, secrétaire et président de ladite société. En outre, de 1986 à 1988, il est membre du jury pour l’attribution des bourses du ministère des Affaires culturelles et membre du comité de sélection des propositions de design dans le cadre de l’exposition permanente portant sur la collection du Musée de la civilisation.

## Publications
- Images taillées du Québec, 1966
- Anciens Ornemanistes et imagiers du Canada Français, 1968
- La main et l'outil : arts anciens et traditions artisanales du Québec, 1981[5]
- Les Églises et le Trésor de Saint-Laurent en l’Île de Montréal, 1983[6]
- En hommage à Jean Palardy, 1984[7]

## Reconnaissance
- 1988: Prix Pratt & Whitney pour souligner l’excellence de son travail en muséologie au Québec, Société des musées du Québec
- 1988: Certificat de mérite attribué par le gouvernement du Canada dans le cadre de Célébration 1988
- 1998: Hommage offert par le Musée des métiers d'art du Québec et dédicace d’une salle du musée le 28 octobre 1998
- 2002:  Colloque hommage de l’Université du Québec à Montréal et du Musée d’art de Saint-Laurent le 25 mars 2002, nommé Arts anciens du Québec et Gérard Lavallée[4]
- 2002: Patrimoine : regard sur Gérard Lavallée, enregistrement vidéo, produit sous la direction du professeur Robert Derome[8]
- 2003: Hommage offert par le Musée national des beaux-arts du Québec[9]